# 太陽時
太陽時（たいようじ、英語: solar time）とは、太陽の運動を地表上から観測し、天球上で最も高い位置に達する、もしくは正中（子午線の通過）の時刻を正午とするという考え方に基づく時刻系である。
観測点ごとに定義される地方時であり、地球の自転に基づく時刻系に属する。

## 種類

### 視太陽時
視太陽時（したいようじ、英: apparent solar time）または真太陽時（しんたいようじ、英: true solar time）とは視太陽日に基づく太陽時である。明治から大正ごろまで真時とも呼ばれた。視太陽日は太陽がその場所での子午線を続けて2回通過する時間間隔である。視太陽時は日時計を使って計ることができる。
時計が普及した現代社会では視太陽時をあまり利用する場面はないが、日照を確保することを目的とした建築物の規制（日影規制）では、真太陽時が用いられる。

#### 均時差
視太陽時と下述の平均太陽時との差を均時差と呼ぶ。
視太陽日の長さは2つの理由から1年を通して変化する。第一に地球の軌道は楕円であって円軌道ではないため、地球は近日点付近では速く遠日点付近ではゆっくりと公転する（ケプラーの法則を参照のこと）。第二に地球の地軸が傾いているために、太陽は普通地球の赤道の真上を運行せずに1年を通じて赤道とある角度をもって運行するように見える。すなわち黄道は天の赤道と一致しておらず、地軸の傾きの分だけ天の赤道からずれて交差している。このため太陽は天の赤道から遠い時期には速く、天の赤道に近い時期には遅く天球上を運行するように見える（太陽年を参照のこと）。これらの理由によって、3月（26～27日）や9月（12～13日）の視太陽日は6月（18～19日）や12月（20～21日）よりも短くなる。

### 平均太陽時
平均太陽時（へいきんたいようじ、英: mean solar time）は恒星の日周運動の観測に基づいて、視太陽時の平均値と合うように調整された仮想的な安定した時計が刻む時間を言う。平均時・平時とも呼ばれる。平均太陽日の長さ（LOD〈英: Length of Day〉と略称される。）は潮汐による影響のために精密には一定ではないが、2013年の平均では、86 400秒（=24時間）と比べて1～2ミリ秒程度長い。詳細は、地球の自転または閏秒を参照のこと。
視太陽日はこの平均太陽日と比べて季節によって最大22秒短く、また29秒長くなる。このような短い日や長い日が連続するために1年を通じて見ると両者の差は最大で約17分進み、また約14分遅れる。
平均太陽時をシミュレートするために歴史上様々な方法が用いられてきた。最も初期に使われたのは水時計で、紀元前2千年紀の半ばから紀元後2千年紀初期まで約4千年紀にまたがって利用された。1千年紀中期より以前には水時計は単に視太陽日に合わせられていただけだったため、夜でも使えるという点を除けば日時計の指針が落とす影を使うのと比べて大きな利点はなかった。
しかしそれにもかかわらず、太陽が恒星に対して黄道上を東へと動くことはこの時代にも知られていた。それゆえ1千年紀の中期以降には平均太陽時を決めるために恒星の日周運動が使われ、恒星の運動と時計を比較してその誤差が見積もられた。バビロニアの天文学者は均時差を知っており、その補正を行なっていた。また太陽とは異なる恒星の周期、すなわち恒星時も知っていて水時計よりも正確に平均太陽時を求めるために恒星時を利用していた。これ以降、理想的な平均太陽時が使われるようになり惑星や月、太陽の運動の記述に用いられた。
機械時計が地球の自転による天然の「恒星時計」並の精度に達したのは20世紀に入ってからであった。1928年に、経度によらない共通の基準時刻を指す概念として、グリニッジ平均時を引き継ぎ、「世界時」がグリニジ子夜より起算する時を明確に示す用語として定義され、1935年に国際的に使用することが採択された。今日の原子時計は地球の自転よりもはるかに高精度で一定だが、現在でも世界時（UT1）を決めるために恒星の運動の観測が使われている。実際には1900年代終わり頃から地球の自転運動は銀河系外の電波源の集団に対して定義されるようになり、この自転速度を定数倍して世界時（UT1）に変換されている。現在の協定世界時（UTC）は国際原子時に基づきながらも、世界時（UT1）を良く近似させる目的で，その差が0.9秒以下となるよう閏秒を挿入する調整が施されている。

## 天文時
歴史的には天文学における太陽時の日界は正午であった。すなわち正午に日付が更新され、これを「天文時」（astronomical time）と呼ぶ。真夜中（正子）に日付が変わらないので、夜間の天文観測および記録に都合が良い。天文時の伝統はクラウディオス・プトレマイオス に始まる。
これに対して正子を日界とする時刻系は「常用時（市民時）」（civil time）と呼ばれる。
天文時の使用は一般社会では間違いを引き起こしやすいので、1925年1月1日からは天文学においても天文時の廃止を行い、正子（真夜中）を日界とする「常用時」の方式に統一された。
ただし、ユリウス通日については、引き続き正午を日界としている。